# Igor Antón Hernández
Igor Antón Hernández (Galdakao, 2 de març de 1983) és un ciclista basc, professional des del 2004. Actualment corre a l'equip Dimension Data.
Les seves principals victòries són tres etapes de la Volta a Espanya, una el 2006, amb final a l'observatori de Carlar Alto i dues el 2010, amb final a Valdepeñas de Jaén i Vallnord. En aquesta darrera edició va liderar la cursa durant 5 etapes, fins que una inoportuna caiguda durant la disputa de la 14a etapa li provocà una fractura al colze dret que l'obligà a abandonar.
El 2011 va guanyar l'etapa amb final al Monte Zoncolan del Giro d'Itàlia i la 19a etapa, amb final a Bilbao, de la Vuelta.

## Palmarès
- 2006
  - 1r a l'Escalada a Montjuïc
  - Vencedor d'una etapa de la Volta a Espanya
- 2007
  - Vencedor d'una etapa del Tour de Romandia
- 2008
  - Vencedor d'una etapa de la Volta a Suïssa
- 2009
  - 1r a la Pujada a Urkiola
- 2010
  - Vencedor de 2 etapes de la Volta a Espanya
  - Vencedor d'una etapa del Tour de Romandia
  - Vencedor d'una etapa de la Volta a Castella i Lleó
- 2011
  - Vencedor d'una etapa del Giro d'Itàlia
  - Vencedor d'una etapa de la Volta a Espanya
- 2015
  - 1r a la Volta a Astúries i vencedor d'una etapa

### Resultats a la Volta a Espanya
- 2006. 15è de la classificació general. Vencedor d'una etapa.
- 2007. 8è de la classificació general.
- 2008. Abandona (13a etapa).
- 2009. 33è de la classificació general.
- 2010. Abandona (14a etapa). Vencedor de dues etapes. Porta el mallot vermell de líder durant 5 etapes.
- 2011. 33è a la classificació general. Vencedor d'una etapa
- 2012. 9è a la classificació general
- 2013. 20è a la classificació general
- 2016. No surt (9a etapa)
- 2017. 35è a la classificació general
- 2018. 44è de la classificació general

### Resultats al Tour de França
- 2007. Abandona (11a etapa)
- 2009. 66è de la classificació general
- 2013. 23è de la classificació general

### Resultats al Giro d'Itàlia
- 2005. 83è de la classificació general
- 2011. 18è de la classificació general. Vencedor d'una etapa
- 2014. 37è de la classificació general
- 2015. 38è de la classificació general
- 2016. 28è de la classificació general
- 2017. 62è de la classificació general
- 2018. Abandona (15a etapa)